# Horst Holzmann
Horst Holzmann (* 27. April 1930 in Neu-Isenburg; † 26. Februar 2014 ebenda) war ein deutscher Radsportler.

## Leben
Als 17-Jähriger holte Horst Holzmann seinen ersten deutschen Meistertitel auf der Straße. Bevor Holzmann seine erste Meisterschaft auf der Bahn gewann, konnte er mit seinem Standardpartner Theo Intra in der Saison 1949 30 Zweier-Mannschaftsrennen gewinnen, damit dominierten beide diese Disziplin. Bei den Deutschen Meisterschaften im Bahnradsport 1949  wurde er Dritter in der Einerverfolgung.
Auf der Straße gewann er 1949 den Großen Gruga-Preis in Essen über 200 Kilometer. 1950 wurde er als Mitglied des RV Sossenheim gemeinsam mit Theo Intra in Dudenhofen mit fünf Runden Vorsprung deutscher Meister im Zweier-Mannschaftsfahren der Amateure, im selben Jahr entschied er Rund um Köln nach einer 146 Kilometer langen Alleinfahrt für sich und düpierte die im Vorfeld genannten Favoriten auf den Sieg wie Willy Irrgang und Valentin Petry. Er gewann in jener Saison auch das Internationale Ernst-Sachs-Gedächtnis-Rennen.
1950 startete er bei den Cyclocross-Weltmeisterschaften und belegte als zweitbester deutscher Fahrer den 20. Platz. 1951 errang Holzmann in Bielefeld ebenfalls mit großem Vorsprung den Titel des deutschen Meisters im Straßenrennen der Amateure und gewann Rund um Frankfurt, Hamborn–Münster–Hamborn sowie den Großen Straßenpreis von Hannover.
1954 wurde er Profi und startete anschließend auch bei 24 Sechstagerennen. Ein Sieg gelang ihm nicht, aber zweite und dritte Plätze in Dortmund und Berlin. 1954 belegte Holzmann bei der Europameisterschaft im Steherrennen den zweiten Platz hinter Adolph Verschueren aus Belgien.
1959 beendete Horst Holzmann seine Radsportlaufbahn. Er eröffnete 1972 ein Geschäft für Zeitschriften, Kleinartikel und Lotto/Toto sowie 1978 eine Fahrradhandlung im Isenburg-Zentrum; letztere wurde seit 1996 von seinem Sohn Jürgen Holzmann geführt. Dem Radsport blieb er verbunden, unter anderem als Sportlicher Leiter des Frankfurter Sechstagerennens oder 1980 als mitverantwortlicher Organisator rund um den Tour-de-France-Start in Frankfurt am Main.
Bei der Trauerfeier für Holzmann nach dessen Tod im Jahre 2014 sagte der Radsportjournalist Helmer Boelsen: „Horst Holzmann war ein Kämpfer, der sich nicht schonte. Als er nach einem Sturz auf der Bahn im Waldstadion die ganze Seite seines Körpers aufriss, startete er drei Tage später schon wieder bei einem großen Rennen, um dann später aber vor lauter Schmerzen aufzugeben.“ Von Frankfurt bis Dortmund hätten ihn die Zuschauer bei Sechstage-Rennen oft mit Sprechchören gefeiert, „weil er einer war, der im Sattel alles gab“.

## Erfolge
1950
- Deutscher Amateur-Meister – Zweier-Mannschaftsfahren (mit Theo Intra)
- Rund um Köln

1951
- Deutscher Amateur-Meister – Straßenrennen

1954
- Europameisterschaft – Steherrennen